# Médaille du Mérite pour le don du sang
La médaille du Mérite pour le don du sang est une décoration civile d'État du Luxembourg créée en 1979.

## Histoire
La médaille à trois grades a été instituée par le Grand-Duc Jean par arrêté du 22 octobre 1979. La médaille est décernée aux seuls donneurs de sang bénévoles, par le Grand-Duc de Luxembourg, à la demande du ministre de la Santé, qui est conseillé par le Conseil de l'Ordre. Le Conseil de l'Ordre était à l'origine composé de cinq personnes. Il a été modifié par le décret du 4 février 1985 et est actuellement composé de sept membres, dont six au minimum sont nécessaires pour émettre un avis. Les membres du conseil sont nommés pour un mandat de quatre ans et peuvent être nommés pour le suivant. Le conseil actuel a été nommé le 17 février 2016. Les étrangers peuvent également être récompensés s'ils ont donné du sang à une organisation luxembourgeoise reconnue .
La médaille comporte trois grades :
- Médaille d'or
- Médaille d'argent
- Médaille de bronze

Selon les informations de la Croix-Rouge luxembourgeoise, la médaille de bronze est décernée pour vingt dons de sang, la médaille d'argent pour quarante dons et la médaille d'or pour quatre-vingts dons, mais ces exigences ne sont pas incluses dans le décret. Depuis la création de la médaille en 1979 jusqu'au 11 juin 2016 (jour où plus de personnes ont été récompensées), 17 629 médailles de bronze, 10 097 médailles d'argent et 3 085 médailles d'or ont été décernéesr. Environ 400 personnes ont été décorées le 21 octobre 2017.

## Insignes
L'insigne de la médaille est une croix de la Croix-Rouge, émaillée de rouge, couronnée, avec des plaques en forme de losange. Sur la plaque de l'avers figurent les armoiries de la Grande-Duchesse de Luxembourg, qui sont trois armoiries combinées avec des lions. Dans le quart supérieur gauche se trouve le lion, armoiries de Nassau, dans le quart inférieur gauche se trouve le lion, armoiries de Luxembourg et dans la moitié droite se trouve le lion, armoiries de Belgique. Sur la plaque du revers figure le profil de la Grande-Duchesse Joséphine Charlotte, tournée vers la gauche, entouré de l'inscription "S.A.R Joséphine Charlotte Grande-Duchesse de Luxembourg". Les plaques, les arêtes de la croix et la couronne sont, selon le grade, dorées, argentées ou en bronze. Le ruban de la médaille est blanc avec une bande rouge au milieu et de fines bandes tricolores (bleu-blanc-rouge) sur les bords.

## Sources
- (en) Cet article est partiellement ou en totalité issu de l’article de Wikipédia en anglais intitulé « Medal of Merit for Blood Donation » (voir la liste des auteurs).